# Lianshan Zhuang en Yao Autonoom Arrondissement
Lianshan Zhuang en Yao Autonoom Arrondissement of Lianshan is een autonoom arrondissement in de Guangdongse stadsprefectuur Qingyuan in Volksrepubliek China. De meestvoorkomende gesproken dialecten zijn Yao dialecten, Kantonese dialecten en Zhuang dialecten. De overheidszetel is gelegen in de grote gemeente Jitian/吉田. Lianshan is een van de drie autonome arrondissementen in de Chinese provincie Guangdong en bestaat sinds 26 september 1962 onder de naam Lianshan Zhuang en Yao Autonoom Arrondissement. Slechts 35% van de bevolking is Han-Chinees. Er wonen ongeveer 100.000 mensen in Lianshan en het heeft een oppervlakte van 1265 km².